# Pierre Lalumière
Pour les articles homonymes, voir Lalumière.
Pierre Lalumière, né le 7 septembre 1930 à Caudéran (Gironde) et mort le 21 janvier 1996 dans le 6e arrondissement de Paris, est un juriste et homme politique français.

## Biographie
Pierre Lalumière est d'origine très modeste, jeune orphelin de père, pupille de la Nation, sa mère est maraîchère et tient un banc au marché des Capucins à Bordeaux. Après avoir obtenu sa licence en droit à Bordeaux, il entre dans l'Administration et devient inspecteur-adjoint des impôts. Reprenant ses études de droit, toujours à la Faculté de droit de Bordeaux, il devient docteur en droit en 1956, puis obtient son agrégation en 1958 seulement âgé de 29 ans.
Il devient professeur de droit public à la faculté de droit de Bordeaux, puis à la faculté de droit de Paris à partir de 1969. Il enseigne également à l'ENA, les finances publiques.
Militant socialiste à la fédération girondine, il adhère à la SFIO en 1962. Suppléant du député Robert Brettes en 1962. Maire du Bouscat en 1977, il est battu par Jean Valleix en 1983. Il est chef de file des socialistes à la Communauté Urbaine de Bordeaux jusqu'à l'accord de 1977. Il  devient premier secrétaire de janvier 1981 à octobre 1981 en remplacement de Marc Boeuf qui évolue en 1980 vers le mandat de sénateur.
En 1981, après avoir animé la cellule économique de la campagne présidentielle de François Mitterrand, il est nommé délégué interministériel à la décentralisation auprès de Gaston Defferre dont il est proche.
Il est élu député européen en 1982 et est vice-président du Parlement, chargé des finances.
Il est l'auteur de nombreux ouvrages sur les finances publiques.
Malade depuis plusieurs années de la maladie d’Alzheimer, il meurt le 21 janvier 1996.
En hommage, une pièce de la salle des fêtes du Bouscat porte son nom.

## Détail des fonctions et des mandats
Mandats parlementaires
- 23 novembre 1981 - 23 juillet 1984 : Député européen
- 1977 - 1983 : Maire du Bouscat